# إيريكا (لعبة فيديو)
إيريكا، هي لعبة فيديو بريطانية من نوع فيلم تفاعلي ودراما، وهي من تطوير ستوديو لندن، ونشرها سوني إنتراكتيف إنترتينمنت، صدرت اللعبة في المتاجر الإلكترونية سنة 2021، وتعمل على منصات بلاي ستيشن 4 ومايكروسوفت ويندوز وآي أو إس، تدعم اللعبة 12 لغة، ومن بينها العربية.